# Bhimdatta
Bhimdatta (in nepalese: भिम् डत्ता नगरपालिका, anche inglesizzato in 'Bheemdatt), precedentemente Mahendranagar (in nepalese: महेन्द्रनगर), è una città e municipalità del Nepal di 80 839 abitanti, capoluogo del distretto di Kanchanpur.
La città, ottava del Nepal per numero di abitanti, è situata nella pianura del Terai, all'estremità sud-occidentale del paese, a 700 km dalla capitale Kathmandu e a soli 6 km dal confine con l'India.
A sud di Mahendranagar si estende la Riserva naturale di Suklaphanta.